# Booker Newberry III
Booker Newberry III (* 19. Januar 1956 als Booker Taliaferro Newberry III in Youngstown, Ohio; † 5. April 2023) war ein US-amerikanischer Sänger und Keyboarder, der Mitte der 1970er Jahre Mitglied der Soul-Bands Sweet Thunder (Baby I Need Your Love Today) und Impact war, bevor er seine Solokarriere verfolgte. Einem breiteren Publikum ist er mit seinem Hit Love Town von 1983 in Erinnerung geblieben.

## Leben
Newberry wurde am 19. Januar 1956 in Youngstown, Ohio geboren. Er begann seine professionelle Gesangskarriere um 1971 in der Band Mystic Nights. Als er nach Philadelphia zog, wurde er Leadsänger der Soul-Band Sweet Thunder, zu der auch Schlagzeuger John Aaron, Bassist Rudell Alexander und Gitarrist Charles Buie gehörten. Die Single Baby I Need Your Love Today, für die die Band bei der in Philadelphia ansässigen Plattenfirma WMOT Records unterschrieb, weckte Aufmerksamkeit und wurde schließlich von dem in Berkeley (Kalifornien) ansässigen Plattenlabel Fantasy Records vertrieben. Die Band nahm drei Alben auf, Above the Clouds (1976), Sweet Thunder (1978) und Horizons (1979), von denen letzteres die Single I Leave You Stronger enthielt, die Ende 1979 auf Platz 63 der Billboard Hot Soul Singles Charts landete. Newberry schloss sich schließlich einer weiteren Band namens Impact bei WMOT Records an, die vor allem für ihre Lieder Give a Broken Heart a Break und Rainy Days Stormy Nights bekannt ist.
Im Jahr 1983 unterschrieb Newberry bei Neil Bogarts Casablanca Records und seine Solo-Single Love Town, die ursprünglich auf Boardwalk Records veröffentlicht wurde, erreichte im Vereinigten Königreich die Top-10 der Musikcharts. Das gleichnamige Album wurde im selben Jahr veröffentlicht. Newberry nahm auch Songs für Malaco Records und Omni Records auf. 1986 veröffentlichte er die Single Take a Piece of Me.
Im Jahr 1991 veröffentlichte er mit Bad Luck seine letzte Single. 1996 nahm er sein zweites Studioalbum mit dem Titel Power People auf. 2005 veröffentlichte Unidisc Music das „Love Town“ als Kompilationsalbum, das viele bisher unveröffentlichte Songs, die Newberry in den 1980er Jahren aufgenommen hatte, enthielt.
Newberry starb am 5. April 2023 im Alter von 67 Jahren.

## Diskografie

### Alben
- 1983: Love Town
- 1996: Power People

### Singles
- 1982: I Get Romantic
- 1983: Love Town
- 1983: Teddy Bear
- 1983: Boom Boom
- 1984: Shadows
- 1986: Take a Piece of Me
- 1991: Bad Luck

### Kompilationen
- 2005: Love Town